# De stenen handdruk
De stenen handdruk is het 117de stripverhaal van Jommeke. De reeks wordt getekend door striptekenaar Jef Nys

## Verhaal
Odilon snuistert in zijn bibliotheek in oude boeken. Hij ontdekt er één over zijn familie. Uit het boek valt een perkament. Odilon laat de tekst van het perkament ontcijferen door professor Gobelijn. Zo komt een aanwijzing over een Oostenrijkse burcht aan het licht. Met de vliegende bol vertrekken allen richting Oostenrijk. In de ruïne van een burcht vinden ze een steen met een handafdruk. Wanneer Odilon met zijn hand in de afdruk duwt schuift de steen opzij en wordt een diepe put zichtbaar.